# フェンダー・ジャズベース
ジャズベース（JAZZ BASS）とは、1960年にフェンダー社から発売されたエレクトリック・ベースの登録商標名とその呼称で、レオ・フェンダーが設計開発した中ではプレシジョンベースに続き2機種目になる。プレシジョンベースと共にフェンダー社を代表する機種の1つにとどまらず、エレクトリック・ベースのスタンダードモデルとなっている。日本での一般的な略称はジャズベ、英語圏ではJ-Bassなど。

## 歴史

### 開発の目的
当初の開発目的は、1951年に発売されロングセラーとなっていたプレシジョンベースのサウンドをさらに拡張し様々なジャンルに適応させることだった。ピックアップがフロント側とリア側とで2個搭載されるようになったため、2つのピックアップのバランスを調整した幅広いサウンド・メイキングや、ブライトなトーンと腰のある中低域、全体的な倍音の多さが特徴となっている。

### CBS買収後
1965年の米CBS社によるフェンダー社買収後はボディ各部において、製品の仕様に様々な変更点があった。指板は曲面が減り角張った平らな形になる。1965年後半からネックにバインディングが追加される。それまでのポジション・マークは樹脂や貝を用いたドット型が基本だったが、1966年後半からブロック・ポジション (長方形) に変更された。ネックに関して、1975年以降はデタッチャブル・ジョイント部はネックのティルト角  の調整機構を有する3点止めに変更されたが、1983年には全てが元の仕様に戻された。

### 最新モデル
パッシブ回路以外にも、アクティブ回路搭載モデルも発売されるようになった。2003年に発売された "American-made Jazz Basses" では「S-1 Switch」と呼ばれるボリュームにプッシュ・ボタン方式のパーツが採用され、ピックアップの接続方式を直列 (シリーズ) と並列 (パラレル) に切り替えることが可能となり、サウンド・バリエーションはさらに豊かになった。そして、バダス II ブリッジ搭載モデルも2003年に発売された。2006年には「グリースバケット」と呼ばれるパッシブ・トーン回路も新たに搭載された。

## 構造

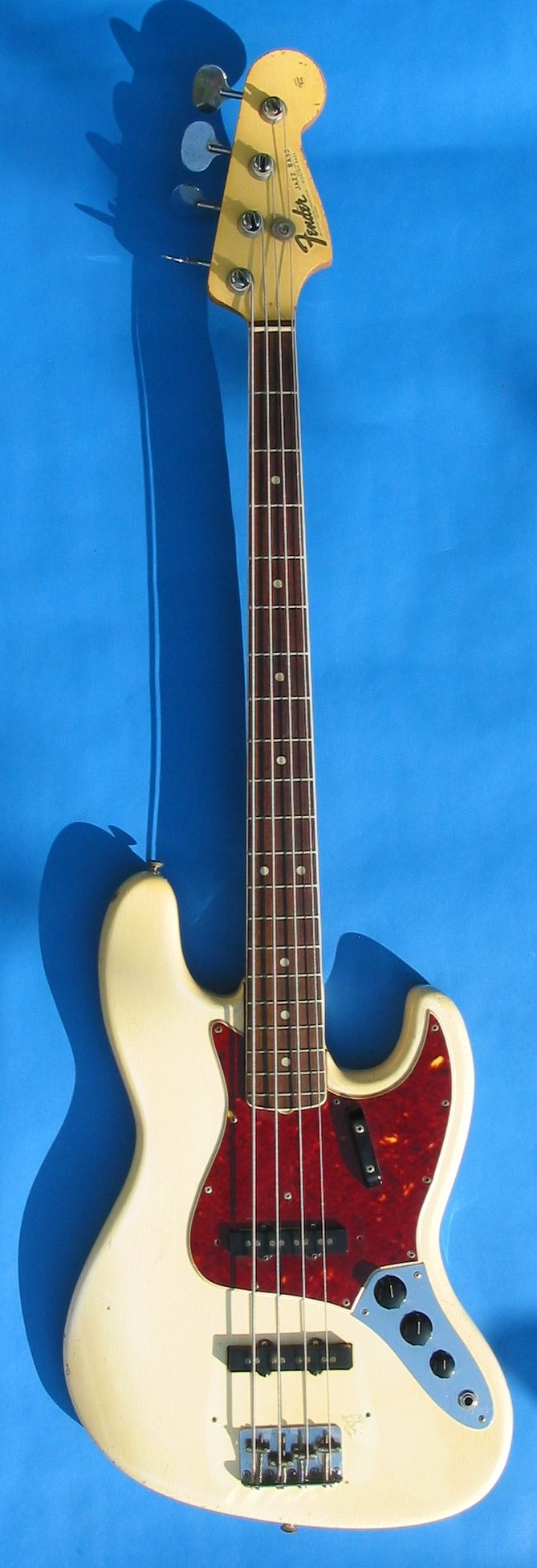
Jazz Bass (1966) Olympic White

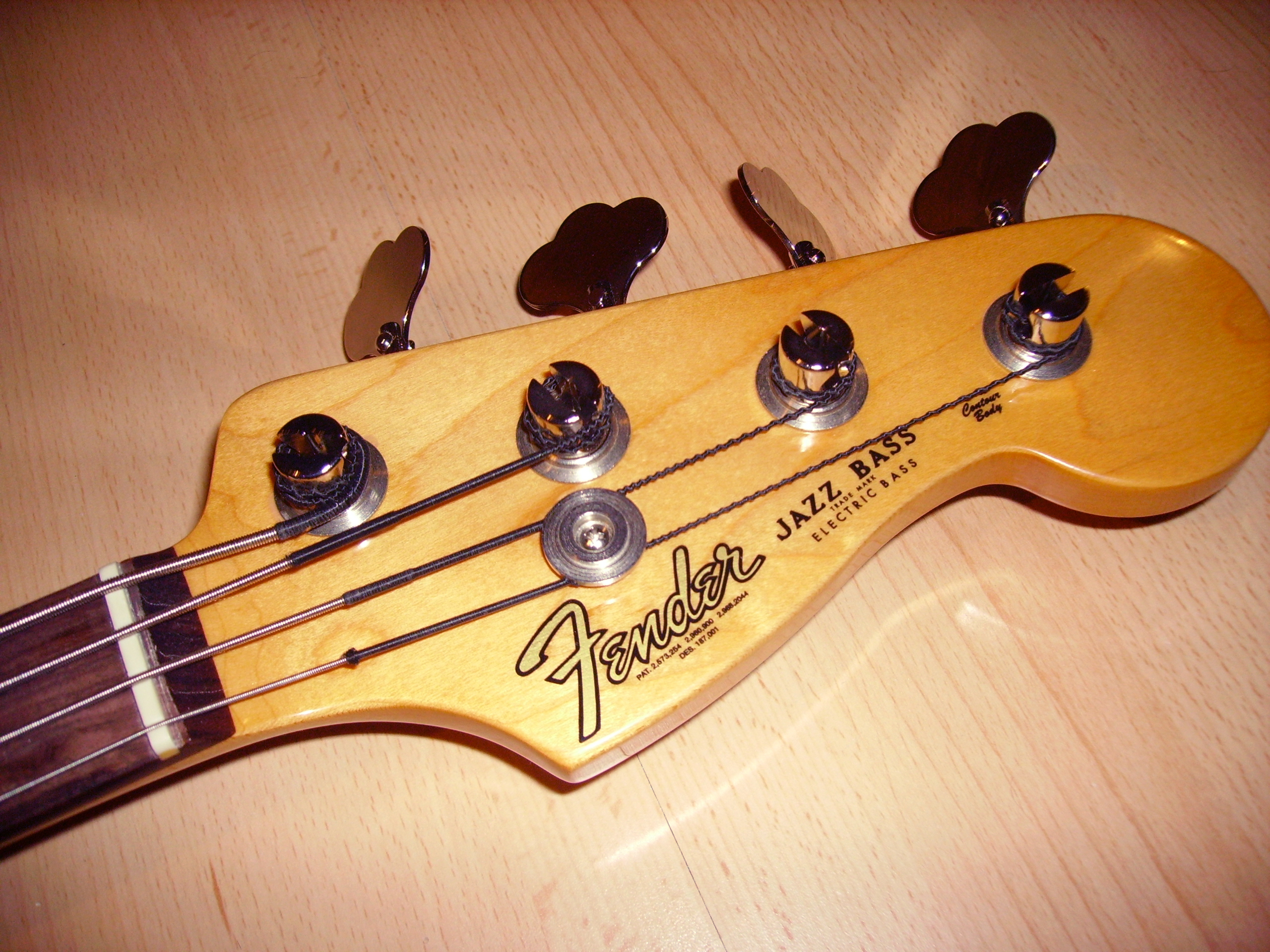
ジャズベースのヘッド

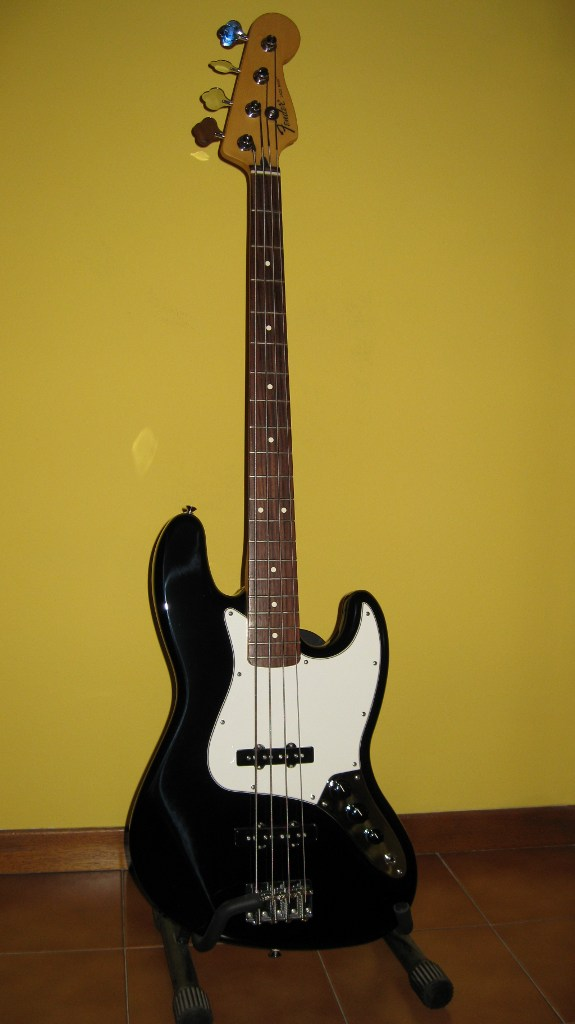
Jazz Bass Standard 2009

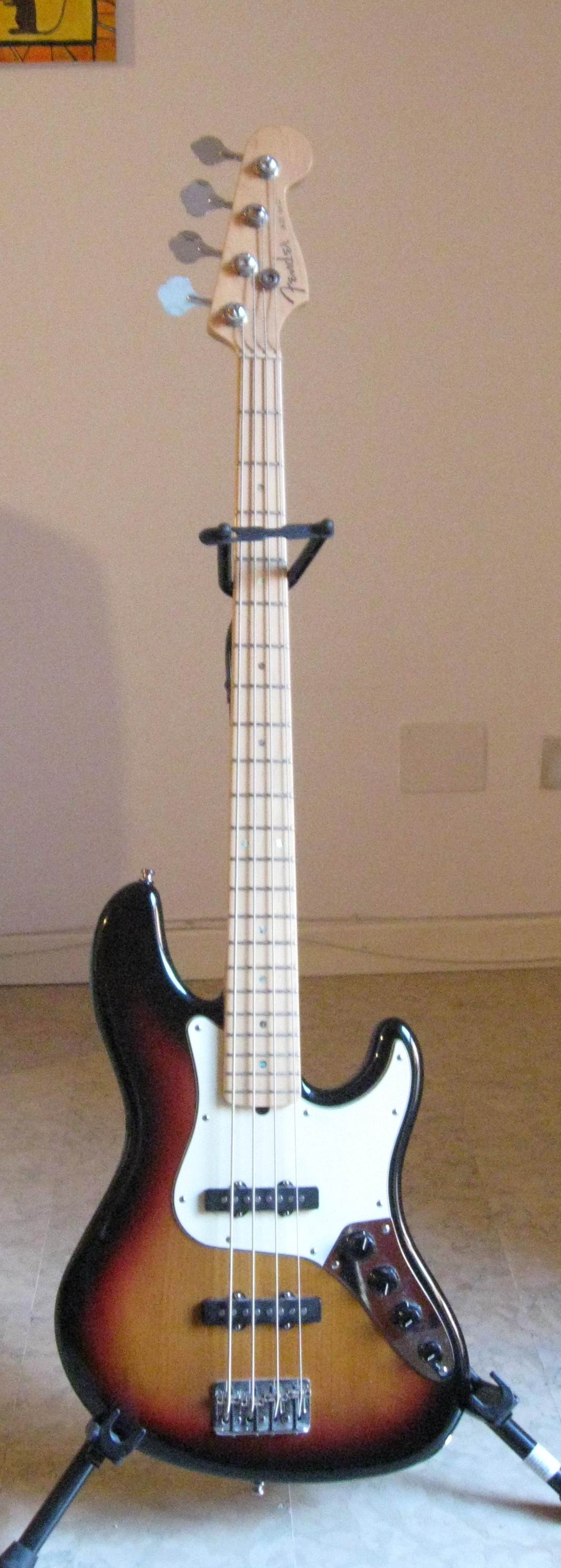
Jazz Bass American Deluxe、22フレットでボディ形状が若干異なる派生モデル

### ボディ
プレシジョンベース同様にソリッド・ボディ型  であり、基本的にはアルダー材で構成されていて、時々アッシュ材でも製造された。形状は、原型でもあるジャズマスターの影響を受け、オフセット・ボディ  になっている。曲面やカッタウェイ  が多くなり、演奏者の体にフィットする形状に進化した物となった。

### ネック
1970年代中期より1983年までは3点止めになるが、基本的には4点止めデタッチャブル方式のメイプル・ワンピース・ネック形式で、指板にはローズウッド材の物と1966年以降にはメイプル材の物が存在する。ネック内部にはトラスロッド  が内蔵されていて、プレシジョンベースに比べロー・フレット側でのネック幅が狭まり、全体的にも曲面を持った形状が採用された。そして1970年代後半までは、ナット付近においてネック幅をかなり絞り込んだ通常モデルも存在していた。

### ピックアップ
細身のシングル・コイル・ピックアップ2個が搭載されていて、ピックアップには1本の弦に対して2本ずつのポール・ピースが対応する合計8本のポール・ピースが搭載され、フロント側とリア側の2個のピックアップ同士でハム・キャンセラー機能を持ったピックアップとして機能する。発売当初はフロント側ピックアップにはピックアップ・フェンス、リア側にはピックアップとブリッジを一緒にカバーした大型の金属製ブリッジ・カバーが装着されていたが、現行モデルではそれらが省略されていることが多い。なお、リア側のブリッジ・カバーには、裏側に弦に対するミュート材を装着する目的と、ピックアップからの磁束密度を高める設計意図もあった。1960年〜1962年モデルなどでは、ブリッジ近辺のボディ側に板ばねが取り付けられており、この板ばねの先にスポンジを装着して各弦へ個別対応型のミュート機構が備わっていたため、これを隠す意図があった。

### コントローラー
1960年発売当時の初期型オリジナル・デザインのジャズベースは、ボリュームとトーン・コントロールのノブが2個搭載されていて、2階建て構造の可変抵抗で構築された2連式のボリュームとトーン・コントローラーが、それぞれ2本のピックアップ各々のボリュームとトーンを調整する方式だった。1963年頃以降には2連式のコントローラーではなく、2本のピックアップ各々に対応するボリューム調整用ノブと、マスタートーンとして出力全体に対してのトーン調整をする小さめのノブ、合計で3個のコントローラー形式に変更された。本来の仕様が、2個の2連式コントローラー搭載時期のモデルでも、後にユーザー側で3個のコントロール形式とパーツに回路変更している場合もあるため、メンテナンス履歴を確認しなければ本来の仕様は確認できない。

### ピックガード
材質にはセルロイドや塩化ビニールが使われている。プレシジョンベースの特徴を引き継ぎ、フロントピックアップ周辺までガードが覆っている。
コントロール部及びアウトプットジャックが金属プレートに載せる形になっており、ピックガードを外さなくてもメンテナンスが容易になっている。ボディの歪曲に沿う形でコントロール・ノブが配置されていたプレシジョンベースに対して、ジャズベースは金属プレートに沿った直線上に並べられている。またコントロール部もフロントピックアップにやや近い位置に配置されている。
発売当初は1弦側にフィンガーレスト(指置き)が設置されていたが、1974年頃から4弦側に移動している。現行モデルでは省略されていることが多い。

## シグネチャー・モデル
Fender USA、Fender Japan等を含むフェンダー・ブランドからは以下のアーティストのシグネチャー・モデルが発売された。
- アダム・クレイトン (U2)[1]
- マーカス・ミラー[1]
- ジャコ・パストリアス[1]
- レジー・ハミルトン Reggie Hamilton [1]
- マーク・ホッパス(ブリンク 182)[1]
- ゲディー・リー (ラッシュ)[1]
- James Johnston (ビッフィ・クライロ)
- スティーヴ・ベイリー Steve Bailey
- フランク・ベロ (アンスラックス)
- ヴィクター・ベイリー
- ノエル・レディング[2]
- 細野晴臣